# 過失墜落罪
過失墜落罪（かしつついらくざい）とは、過失によって航空機を墜落させた場合に問われる罪の通称。航空の危険を生じさせる行為等の処罰に関する法律（航空危険行為等処罰法）第六条に規定されている。
過失による墜落そのものを犯罪として処断する法を持つ国は極めて少ない。当事者や関係者が被疑者・被告人に認められた権利を行使することによって事故原因の究明が妨げられ、航空安全の向上に資する機会を失うとの批判も強い。
過失により航空機を墜落させて自己以外の者を負傷させた場合、刑法の過失致傷罪等に問われることがある。この場合は観念的競合となって、相対的に法定刑の軽い過失墜落罪で処断されることはない。公判請求しなければならないような重大な航空事故において負傷者がいないことは稀なので、過失墜落罪の判例は極めて少ないとみられる。

## 定義
- 航空機　判例が少なくて不明。航空法における航空機の定義を準用か？
- 墜落　判例が少なくて不明。
- 業務　判例が少なくて不明。

## 法定刑
- 単純過失犯　十万円以下の罰金(第六条第一項)
- 業務上過失犯　三年以下の禁錮又は二十万円以下の罰金(第六条第二項)